# 2001 en basket-ball
Chronologie du basket-ball
2000 en basket-ball - 2001 en basket-ball - 2002 en basket-ball
Les faits marquants de l'année 2001 en basket-ball

## Mars
- 26 mars : Les Grizzlies de Vancouver sont relocalisés à Memphis au Tennessee

## Avril
- 21 avril : finale de la Coupe Saporta à Varsovie : Maroussi Athènes bat 74 à 72 Chalon-sur-Saône

## Juin
- 27 juin :  la Draft 2001 de la NBA se tient à New York.

## Récapitulatifs des principaux vainqueurs de compétitions 2000-2001

### Masculins
| Europe - Allemagne : ALBA Berlin - Autriche : Montan Kapfenberg - British BL : Leicester Riders - Belgique : Telindus BC Ostende - Bulgarie : BC Levski Sofia - Croatie: Cibona Zagreb - Danemark : Bakken Bears (Århus) - Espagne : FC Barcelone - Euroligue : Kinder Bologne - France : Pau-Orthez - Grèce : Panathinaïkos - Irlande : Killester Dublin - Israël : Maccabi Tel-Aviv - Italie : Kinder Bologne - Coupe Korać : Unicaja Malaga - Lituanie : Žalgiris Kaunas - Lettonie : BK Ventspils - Norvège : Oslo Kings - NEBL : Ural Great Perm - Pologne : Zepter Śląsk Wrocław - Portugal : - - Coupe Saporta : Maroussi Athènes - Russie : Ural Great Perm - Suproligue : Maccabi Tel-Aviv - République tchèque : - - Slovaquie : Slovakfarma Pezinok - Suède : 08 Alvik Stockholm Human Rights - Suisse : Lugano Tigers - Turquie : Ülker Istanbul | Amériques - Argentine : Estudiantes de Olavarría - Brésil : CR Vasco da Gama - CBA : - - Liga Sudamericana : Estudiantes de Olavarría - NBA : Los Angeles Lakers - NCAA : Duke Blue Devils - Venezuela : Gaiteros del Zulia | Afrique, Asie, Océanie - Angola : CD 1° de Agosto - Coupe arabe : Gezira SC - Australie : Wollongong Hawks - Nouvelle-Zélande : Waikato Titans - Sénégal : ASCC BOPP |

### Féminines
| Europe - Allemagne : BTV Gold-Zack Wuppertal - Ligue baltique : Lietuvos telekomas Vilnius - Belgique : BCSS Namur - Espagne : - - Euroligue : Bourges Basket - France : Union Sportive Valenciennes Olympic - Hongrie : - - Italie : Cerve Parma - Lettonie : TTT Rīga - Lituanie : - - Pologne : Lotos Gdynia - République tchèque : - - Coupe Ronchetti : Famila Schio - Russie : - - Slovaquie : MBK Ružomberok - Slovénie : Ježica Ljubljana - Turquie :- | Amériques - Argentine : - - Brésil : - - Canada : - - NCAA : université Notre-Dame - NWBL : Atlanta Justice - WNBA : Los Angeles Sparks | Afrique, Asie, Océanie - WKBL-été : - WKBL-hiver : |

## Décès
- 7 février : Jean-Paul Beugnot : joueur français (70 ans).
- 8 décembre : Mirza Delibašić : joueur bosnien (47 ans).